# Edgar Gorgas
Edgar Lothar Gorgas (* 23. April 1928; † 15. Mai 2019) war ein deutscher Boxer. Er war Vize-Europameister der Amateure 1951 im Schwergewicht.

## Werdegang
Edgar Gorgas war Angehöriger des Boxclubs (BC) 1930 Essen-Steele und von Beruf Metzgergeselle. Er kämpfte sich Ende der 1940er und zu Beginn der 1950er im westdeutschen Raum in die deutsche Spitzenklasse der Schwergewichtler hinein. Bei einer Größe von 1,83 m und einem Gewicht von knapp 90 kg war er ein wendiger aber doch schlagstarker Schwergewichtler.
Nach dem Übertritt des deutschen Schwergewichtsmeisters der Jahre 1948 bis 1950 Hugo Salfeld aus Recklinghausen zu den Berufsboxern Ende des Jahres 1950 gewann Edgar Gorgas Anfang des Jahres 1951 das Qualifikationsturnier für die Europameisterschaft 1951 der Nordgruppe. Am 25. März 1951 besiegte er dann in Alsfeld auch den Sieger der Südgruppe Hermann Schreibauer aus München und war damit Vertreter des DABV bei der Europameisterschaft in Mailand, der ersten internationalen Meisterschaft nach dem Zweiten Weltkrieg an der wieder deutsche Boxer teilnehmen durften.
In Mailand siegte Edgar Gorgas im Viertelfinale über den Franzosen Abad nach Punkten und bezwang im Halbfinale den Belgier Peyer durch K. o. in der 2. Runde. Er stand damit im Finale im Mailänder Palazzo dello Sporto dem Italiener Giacomo di Segni und 20.000 fanatischen Italienern gegenüber, die alle ihren Landsmann anfeuerten. Beeindruckt von dieser Kulisse konnte Edgar Gorgas seine körperlichen Vorteile gegen di Segni nicht nutzen und verlor nach Punkten. Der Gewinn der Vize-Europameisterschaft war trotzdem ein großer Erfolg für ihn.
Bei der deutschen Meisterschaft des Jahres 1951 konnte Edgar Gorgas verletzungsbedingt nicht antreten. Er war aber 1952 bei der deutschen Meisterschaft wieder am Start. Im Halbfinale bezwang er dabei Günter Kiesner aus Bremerhaven nach Punkten, unterlag aber im Finale dem jungen Horst Witterstein aus Kempten (Allgäu) überraschend nach Punkten. Bei der im Juni 1952 in Berlin stattfindenden Olympiaausscheidung für die Olympischen Spiele in Helsinki, bei der die Finalgegner der deutschen Meisterschaft noch einmal gegeneinander boxten, setzte sich Edgar Gorgas dann aber gegen Horst Witterstein mit einem Punktsieg durch und hatte damit das Startrecht bei den Olympischen Spielen erkämpft.
In Helsinki schied Edgar Gorgas aber schon in der Vorrunde durch eine Punktniederlage gegen den Südafrikaner Andries Nieman aus.
Edgar Gorgas bestritt folgende Länderkämpfe:
- 23. September 1951 in Essen, BRD gegen Irland, Punktniederlage gegen O’Colmain,
- 26. Oktober 1951 in Teheran, Iran gegen BRD, KOS-Sieg 2. Runde über Zedengani,
- 28. Oktober 1951 in Teheran, Iran gegen BRD, Punktsieg über Khanian,
- 01. Mai 1953 in Essen, BRD gegen Spanien, KO-Sieg 1. Runde über Romeu

Edgar Gorgas kämpfte ab Mitte 1953 noch für seinen Verein in Mannschaftskämpfen, nahm aber nicht mehr an Einzelmeisterschaften teil. Später stand er seinem Verein auch als Trainer zur Verfügung.